# Лутковська Валерія Володимирівна
Лутко́вська Вале́рія Володи́мирівна (нар. 20 січня 1972, Київ) — уповноважена ВРУ з прав людини (04.2012-03.2018), урядова уповноважена у справах Європейського суду з прав людини (з січня 2011). Заслужений юрист України (2009).

## Життєпис
Народилась 20 січня 1972 року у місті Києві.
Навчалась в середній школі № 149 Залізничного району міста Києва.
Закінчила філологічний факультет Київського університету (1993), спеціальність — російська філологія. З 1996 по 1999 рік навчалася в Національній академії внутрішніх справ, за спеціальністю юрист.
Володіє англійською та німецькою мовами.

## Політична діяльність
- лютий 2001 — жовтень 2003 — Уповноважений у справах дотримання Конвенції про захист прав і основних свобод людини[3][4], директор Національного бюро у справах дотримання Конвенції про захист прав і основних свобод людини.
- вересень 2003 — жовтень 2005 — заступник Міністра юстиції України[5][6].
- листопад 2004 — грудень 2005 — уповноважена у справах дотримання Конвенції про захист прав і основних свобод людини[7][8].
- 2000—2006 — партнер юридичної фірми «Лавринович і партнери».
- листопад 2006 — січень 2011 — заступник Міністра юстиції України[9][10].

24 квітня 2012 року обрана з другої спроби Уповноваженим Верховної Ради України з прав людини. Кандидатуру Лутковської висунула провладна більшість. За словами члена лічильної комісії парламенту, депутата від фракції Партії регіонів Ярослава Сухого, її підтримали 252 депутати при 226 мінімально необхідних. Опозиція заявила, що не висуватиме свого кандидата, у такий спосіб протестуючи проти ігнорування її кандидатів з боку влади. Таким чином, Валерія Лутковська була єдиним кандидатом на цю посаду.
27 квітня 2012 року о 16:00 відкрилося позачергове пленарне засідання Верховної Ради України, яке було скликане на вимогу провладних депутатів, під приводом розслідування вибухів у Дніпропетровську. На цьому засіданні Лутковська склала присягу уповноваженого з прав людини, під вигуки «Ганьба» опозиційних депутатів, які продовжували блокувати трибуну через побиття Юлії Тимошенко в Качанівській колонії Харкова, а також голосами 264 карток було звільнено з посади уповноваженого з прав людини Ніну Карпачову.  5 травня 2012 року колишній омбудсмен Ніна Карпачова заявила, що офіс уповноваженого Верховної Ради з прав людини в суботу вранці обшукали представники СБУ. 
28 квітня 2017 року завершилася 5-річна каденція Лутковської на посаді уповноваженого ВРУ з прав людини.
До 11 лютого була представницею України в робочій підгрупі з гуманітарних питань Тристоронньої контактної групи, на цій посаді її замінив Геннадій Кузнєцов.

## Уповноваженого ВРУ з прав людини у період президентстваЯнуковича
Призначення Лутковської на посаду Уповноваженого Верховної Ради України з прав людини збіглося у часі із численними політичними та резонансними справами періоду президентства Януковича.
Лутковська наголошувала про бажання зробити посаду омбудсмена аполітичною. Водночас, ЗМІ звинувачували її в «обережності» у гучних справах та «небажанні займатися політичними переслідуваннями».

Так, у 2012 році, в ефірі 5 — го каналу Лутковська зазначила, що не бачить ознак політичного переслідування у кримінальній справі колишнього Прем'єр-міністра України Юлії Тимошенко.
Політв'язень в розумінні, яке існувало ще за часів Радянського Союзу — це людина, яка була засуджена у зв'язку зі своїми політичними переконаннями. Якщо ми говоримо зараз про це, то я в справі Тимошенко, щонайменше, яка є зараз і яку можна прочитати у відкритих джерелах, у вироку суду і в рішенні апеляційної інстанції бачу кримінальну складову, а не політичну.
У інтерв'ю Радіо Свобода 2012 року також сказала, що не вважає, що закиди на адресу України з приводу політичних в'язнів є «системною проблемою».
Коментуючи Справу Павліченків, а саме скаргу, яка надійшла від останніх щодо упередженості суду оголосила позицію, що «заява до уповноваженого (з прав людини) містить виключно обвинувачення стосовно діяльності суду. Ми не втручаємось в суд. Це не наше питання».

## Звання, нагороди
Державний службовець 4-го рангу (листопад 2003), 3-го рангу (грудень 2006).